# 岡田内閣
岡田内閣（おかだないかく）は、後備役海軍大将の岡田啓介が第31代内閣総理大臣に任命され、1934年（昭和9年）7月8日から1936年（昭和11年）3月9日まで続いた日本の内閣。

## 閣僚の顔ぶれ・人事

### 国務大臣
1934年（昭和9年）7月8日任命。在職日数611日。 
| 職名 | 代 | 氏名       | 氏名 | 出身等                                    | 特命事項等                  | 備考                                   |
| --- | -- | ---------- | ---- | ----------------------------------------- | --------------------------- | -------------------------------------- |
| 内閣総理大臣 | 31 | 岡田啓介   |      | 海軍大将 （海大将校科 甲種2期）           | 拓務、逓信大臣兼任          |                                        |
| 内閣総理大臣 | -  | 後藤文夫   |      | 貴族院 無所属 （無会派）                  | 臨時代理 内務大臣兼任       | 1936年2月26日兼 1936年2月29日免兼      |
| 外務大臣 | 45 | 広田弘毅   |      | 外務省                                    |                             | 留任                                   |
| 内務大臣 | 46 | 後藤文夫   |      | 貴族院 無所属 （無会派）                  | 内閣総理大臣臨時代理        |                                        |
| 大蔵大臣 | 32 | 藤井真信   |      | 大蔵省                                    |                             | 初入閣 1934年11月27日免                |
| 大蔵大臣 | 33 | 高橋是清   |      | 民間 （立憲政友会→） 無所属               |                             | 1934年11月27日任 1936年2月26日死亡欠缺 |
| 大蔵大臣 | 34 | 町田忠治   |      | 衆議院 立憲民政党                         | 商工大臣兼任                | 1936年2月27日任                        |
| 陸軍大臣 | 22 | 林銑十郎   |      | 陸軍大将 （陸大17期）                     | 対満事務局総裁兼任          | 留任 1935年9月5日免                    |
| 陸軍大臣 | 23 | 川島義之   |      | 陸軍大将 （陸大20期）                     | 対満事務局総裁兼任          | 初入閣 1935年9月5日任                  |
| 海軍大臣 | 17 | 大角岑生   |      | 海軍大将 （海兵24期） 男爵                |                             | 留任                                   |
| 司法大臣 | 36 | 小原直     |      | 司法省 無所属                             |                             | 初入閣                                 |
| 文部大臣 | 42 | 松田源治   |      | 衆議院 立憲民政党                         |                             | 1936年2月1日死亡欠缺                   |
| 文部大臣 | 43 | 川崎卓吉   |      | 貴族院 立憲民政党                         |                             | 初入閣 1936年2月1日任                  |
| 農林大臣 | 9  | 山崎達之輔 |      | 衆議院 （立憲政友会→） （無所属→） 昭和会 |                             | 初入閣                                 |
| 商工大臣 | 11 | 町田忠治   |      | 衆議院 立憲民政党                         | 大蔵大臣兼任                |                                        |
| 逓信大臣 | 36 | 床次竹二郎 |      | 衆議院 （立憲政友会→） 無所属             |                             | 1935年9月8日死亡欠缺                   |
| 逓信大臣 | 37 | 岡田啓介   |      | 海軍大将 （海大将校科 甲種2期）           | 内閣総理大臣、 拓務大臣兼任 | 1935年9月9日兼 1935年9月12日免兼       |
| 逓信大臣 | 38 | 望月圭介   |      | 衆議院 （立憲政友会→） （無所属→） 昭和会 |                             | 1935年9月12日任                        |
| 鉄道大臣 | 12 | 内田信也   |      | 衆議院 （立憲政友会→） （無所属→） 昭和会 |                             | 初入閣                                 |
| 拓務大臣 | 7  | 岡田啓介   |      | 海軍大将 （海大将校科 甲種2期）           | 内閣総理大臣、 逓信大臣兼任 | 1934年10月25日免兼                     |
| 拓務大臣 | 8  | 兒玉秀雄   |      | 貴族院 無所属 （研究会） 伯爵             |                             | 初入閣 1934年10月25日任                |
| 1. 辞令のある留任は個別の代として記載し、辞令のない留任は記載しない。 2. 臨時代理は、大臣空位の場合のみ記載し、海外出張時等の一時不在代理は記載しない。 3. 代数は、臨時兼任・臨時代理を数えず、兼任・兼務は数える。 |    |            |      |                                           |                             |                                        |

### 内閣書記官長・法制局長官
1934年（昭和9年）7月8日任命。
| 職名 | 代 | 氏名       | 氏名 | 出身等 | 特命事項等 | 備考                             |
| --- | -- | ---------- | ---- | ------ | ---------- | -------------------------------- |
| 内閣書記官長 | 34 | 河田烈     |      | 内務省 |            | 1934年10月20日免                 |
| 内閣書記官長 | 35 | 吉田茂     |      | 内務省 |            | 1934年10月20日任 1935年5月11日免 |
| 内閣書記官長 | 36 | 白根竹介   |      | 内務省 |            | 1935年5月11日任                  |
| 法制局長官 | 31 | 黒崎定三   |      | 法制局 |            | 事務引継 1934年7月10日免         |
| 法制局長官 | 32 | 金森徳次郎 |      | 法制局 |            | 1934年7月10日任 1936年1月11日免  |
| 法制局長官 | 33 | 大橋八郎   |      | 逓信省 |            | 1936年1月11日任                  |
| 1. 辞令のある留任は個別の代として記載し、辞令のない留任は記載しない。 2. 臨時代理は、大臣空位の場合のみ記載し、海外出張時等の一時不在代理は記載しない。 3. 代数は、臨時兼任・臨時代理を数えず、兼任・兼務は数える。 |    |            |      |        |            |                                  |

### 政務次官
1934年（昭和9年）7月19日任命。 
| 職名         | 氏名       | 出身等                               | 備考                  |
| ------------ | ---------- | ------------------------------------ | --------------------- |
| 外務政務次官 | 井阪豊光   | 衆議院／無所属                       |                       |
| 内務政務次官 | 大森佳一   | 貴族院／無所属（公正会）／男爵       |                       |
| 大蔵政務次官 | 矢吹省三   | 貴族院／無所属（公正会）／男爵       |                       |
| 陸軍政務次官 | 土岐章     | 貴族院／無所属（研究会）／子爵       | 留任 1935年12月14日免 |
| 陸軍政務次官 | 岡部長景   | 貴族院／無所属（研究会）／子爵       | 1935年12月14日任      |
| 海軍政務次官 | 堀田正恒   | 貴族院／無所属（研究会）／伯爵       | 留任                  |
| 司法政務次官 | 原夫次郎   | 衆議院／立憲民政党                   |                       |
| 文部政務次官 | 添田敬一郎 | 衆議院／立憲民政党                   |                       |
| 農林政務次官 | 守屋栄夫   | 衆議院／（立憲政友会→無所属→）昭和会 |                       |
| 商工政務次官 | 勝正憲     | 衆議院／立憲民政党                   |                       |
| 逓信政務次官 | 青木精一   | 衆議院／（立憲政友会→無所属→）昭和会 |                       |
| 鉄道政務次官 | 樋口典常   | 衆議院／（立憲政友会→）無所属        | 1935年8月31日免       |
| 鉄道政務次官 | 蔵園三四郎 | 衆議院／（無所属→）昭和会            | 1935年8月31日任       |
| 拓務政務次官 | 田中武雄   | 衆議院／立憲民政党                   | 1934年10月26日免      |
| 拓務政務次官 | 桜井兵五郎 | 衆議院／立憲民政党                   | 1934年10月26日任      |

### 参与官
1934年（昭和9年）7月19日任命。 
| 職名       | 氏名       | 出身等                               | 備考             |
| ---------- | ---------- | ------------------------------------ | ---------------- |
| 外務参与官 | 松本忠雄   | 衆議院／立憲民政党                   | 留任             |
| 内務参与官 | 橋本実斐   | 貴族院／無所属（研究会）／伯爵       |                  |
| 大蔵参与官 | 豊田収     | 衆議院／（立憲政友会→無所属→）昭和会 |                  |
| 陸軍参与官 | 石井三郎   | 衆議院／無所属                       | 留任             |
| 海軍参与官 | 窪井義道   | 衆議院／（立憲政友会→無所属→）昭和会 |                  |
| 司法参与官 | 舟橋清賢   | 貴族院／無所属（研究会）／子爵       |                  |
| 文部参与官 | 山枡儀重   | 衆議院／立憲民政党                   |                  |
| 農林参与官 | 森肇       | 衆議院／（立憲政友会→無所属→）昭和会 |                  |
| 商工参与官 | 高橋守平   | 衆議院／立憲民政党                   |                  |
| 逓信参与官 | 平野光雄   | 衆議院／立憲民政党                   |                  |
| 鉄道参与官 | 兼田秀雄   | 衆議院／（立憲政友会→無所属→）昭和会 |                  |
| 拓務参与官 | 手代木隆吉 | 衆議院／立憲民政党                   | 1934年10月26日免 |
| 拓務参与官 | 佐藤正     | 衆議院／立憲民政党                   | 1934年10月26日任 |

## 勢力早見表
※ 内閣発足当初（前内閣の事務引継は除く）。
| 出身       | 国務大臣 | 政務次官 | 参与官 | その他                   |
| ---------- | -------- | -------- | ------ | ------------------------ |
| 立憲政友会 | 3        | 3        | 4      |                          |
| 立憲民政党 | 2        | 4        | 5      |                          |
| 公正会     | 0        | 2        | 0      |                          |
| 研究会     | 0        | 2        | 2      |                          |
| 軍部       | 3        | 0        | 0      | 国務大臣のべ4            |
| 官僚       | 3        | 0        | 0      | 内閣書記官長、法制局長官 |
| 無所属     | 1        | 1        | 1      |                          |
|            | 12       | 12       | 12     | 国務大臣のべ13           |

## 内閣の動き
1932年、五・一五事件の直後、議会第一党であった立憲政友会は後継内閣を巡って混迷し、政権担当能力の欠如を露呈したことにより、首相指名権を握っていた西園寺公望元老は、憲政の常道（議院内閣制）の中断を決意し、非党人の斎藤実海軍大将を首相に奏請。1934年に斎藤内閣が帝人事件で倒れた後は、引き続き非党人の岡田啓介海軍大将を就任させる。なお、この時から西園寺元老の高齢に伴い、奏請の手順を改め、以後は元老が重臣・枢密院議長・内大臣と協議の上でこれを行うことにした。
岡田内閣は斎藤前政権から引き続き、政友会および立憲民政党の二大政党から大臣を迎える大連立を目指したが、政友会は斎藤内閣時から引き続き、政権との距離を巡り内部対立が続いており、執行部は大臣以下政府役職に就いた者を除名処分する強硬手段をとったため、事実上民政党の単独与党となる。貴族院では、親民政党の公正会に加え最大会派の研究会が支持に回った。
政策・出来事
- 天皇機関説事件…1935年2月に発生。政友会や在野の右翼団体などの政府攻撃を受けて、岡田内閣は2度にわたり国体明徴声明を表明する。
- 第二次ロンドン海軍軍縮会議の脱退
- 陸軍内の構想と続発するテロ…当時、陸軍では最大派閥であった一夕会が分裂。中枢ポストの独占による総力戦体制の構築を目指す統制派と、クーデターによる急進的な社会革新（昭和維新）を目指す皇道派に分かれて抗争を繰り広げた。皇道派の青年将校は在野の革新思想家と結びつき、士官学校事件や相沢事件などを引き起こす。

1936年、天皇機関説事件を巡り政友会は内閣不信任案を提出し、衆議院解散。2月20日、第19回衆議院議員総選挙にて、与党民政党が政友会を上回り議会第一党を獲得し、岡田内閣は安定的な政治基盤を得る。しかし選挙からわずか6日後の2月26日、皇道派青年将校が遂にクーデターを決行（二・二六事件）。岡田首相は襲撃部隊から辛うじて逃れるが一時的に行方不明になり、高橋蔵相は暗殺される。昭和天皇の勅命によりクーデターが鎮圧された後の2月29日に内閣総辞職。後継には広田外相が立ち、非政党内閣は継続する（広田内閣）。